# Santa Maria Maggiore (Assisi)

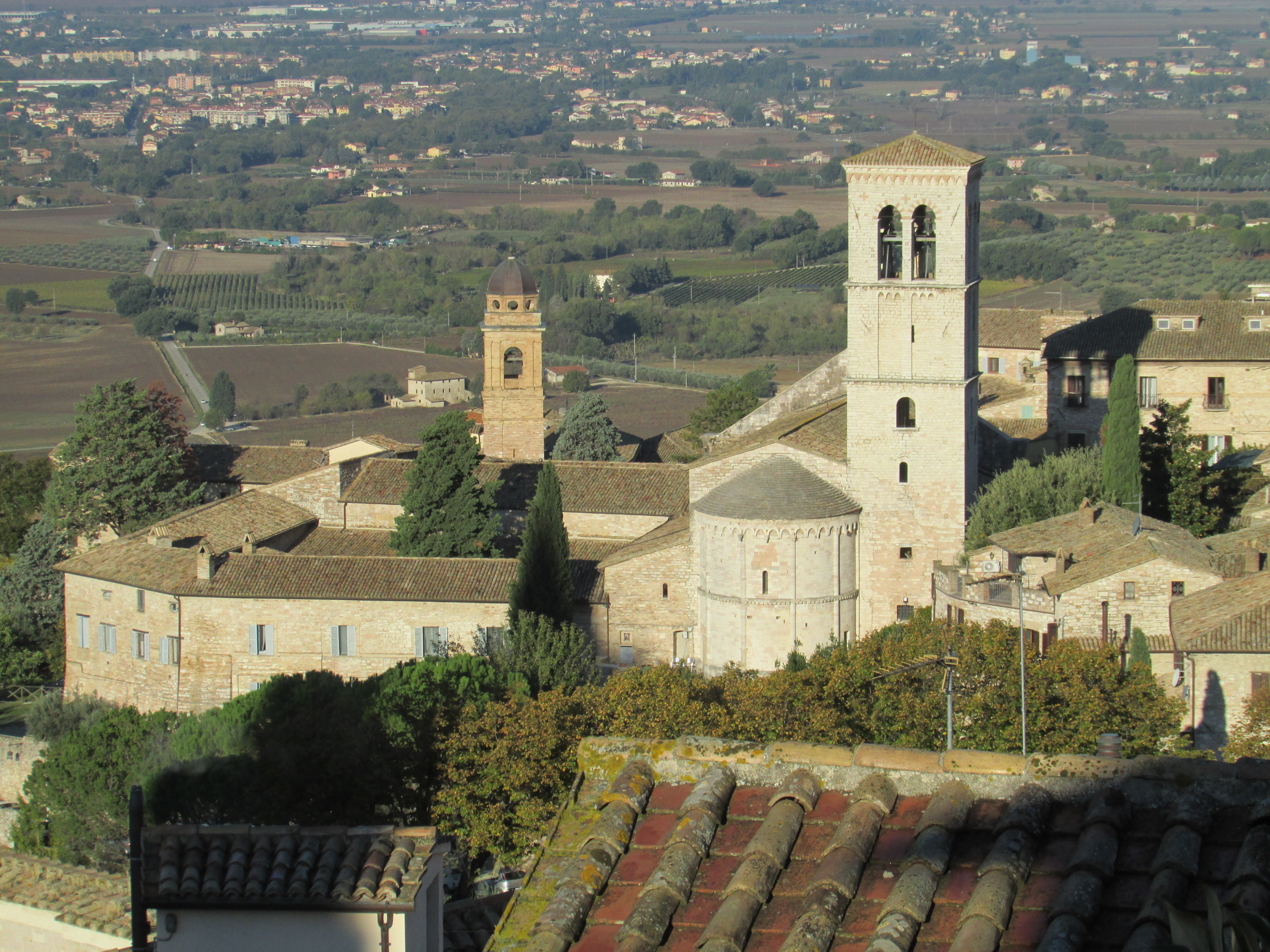
Santa Maria Maggiore

Die Kirche Santa Maria Maggiore, auch Santuario della Spogliazione (Heiligtum der Entkleidung) genannt, ist eine der ältesten Kirchen in Assisi. Zusammen mit dem Bischofspalast beherrscht sie die Piazza del Vescovado.

## Gebäude

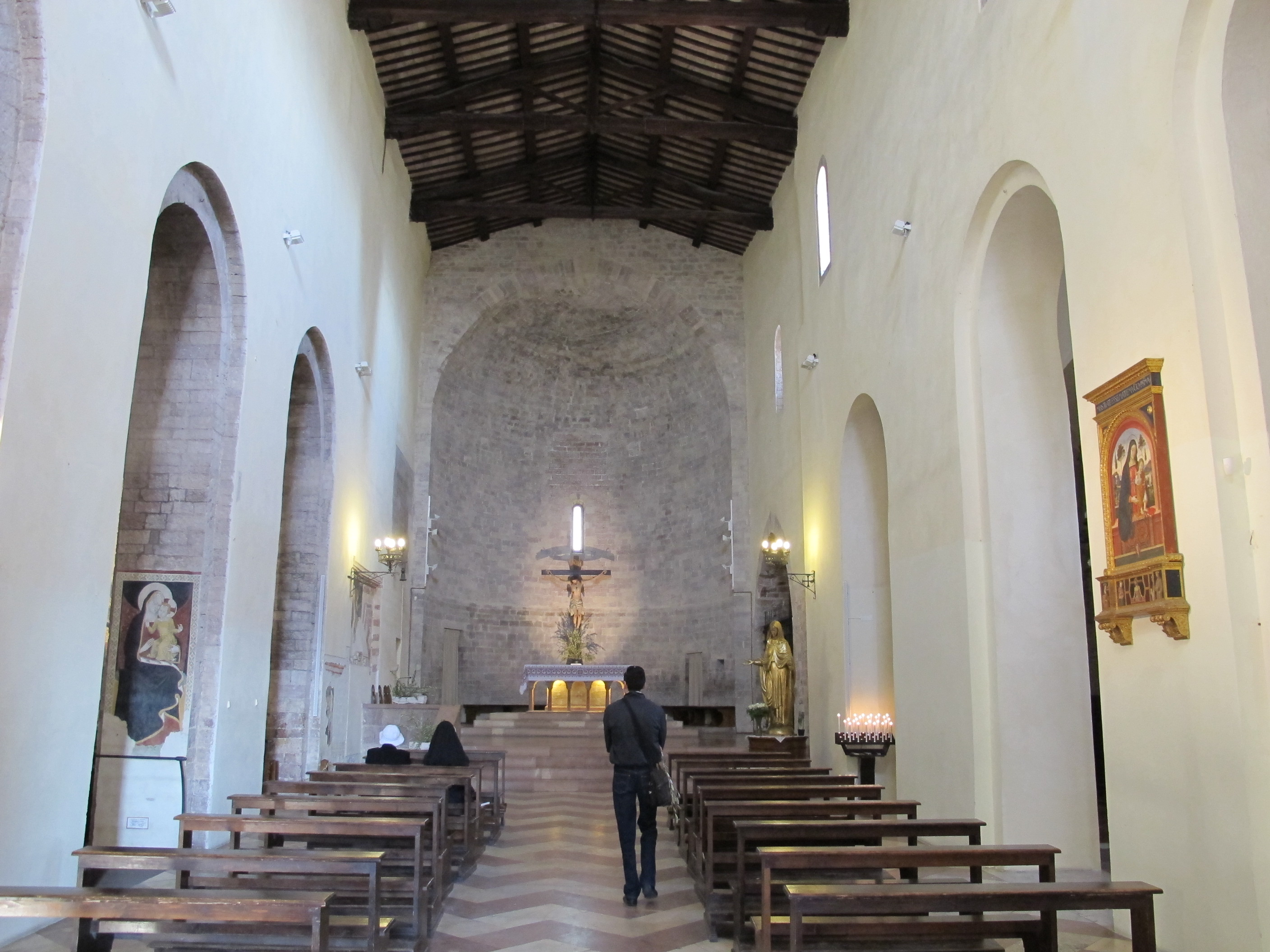
Santa Maria Maggiore

Santa Maria Maggiore wurde auf den Resten eines römischen Tempels errichtet, die noch in der Krypta (von der Vorgängerkirche) zu sehen sind. Die Fassade ist sehr schlicht gehalten, geschmückt durch zwei vertikale Lisenen und eine zentrale Rosette. Der Glockenturm trägt ein Geläut aus fünf Glocken.

## Religiöse Bedeutung
Die Kirche war bis 1039 die Kathedrale von Assisi. Im angrenzenden Bischofspalast vollzog Franz von Assisi den Verzicht auf allen irdischen Besitz.

## Ruhestätte von Carlo Acutis
Am 6. April 2019 wurde der Leichnam des seligen Carlo Acutis in die Kirche Santa Maria Maggiore überführt und in einem Sargmonument im rechten Seitenschiff zur Verehrung ausgestellt.